# Golden Motors
Golden Motors – rosyjski zespół wyścigowy założony w 2004 roku przez rosyjskich kierowców wyścigowych Andrieja Smetskiego i Aleksandra Lwowa z bazą w Petersburgu. W historii startów zespół pojawiał się w stawce Russian Touring Car Championship, World Touring Car Championship, Finnish Touring Car Championship oraz European Touring Car Cup.